# MTV: Reloaded
(Larry l'architetto)
MTV: Reloaded è un film parodia diretto da Joel Gallen per gli MTV Movie Awards 2003, film appartenente a una lunga serie di film parodistici diretti da Gallen per la rete televisiva, e interpretato dai conduttori dello show in quel anno Justin Timberlake e Seann William Scott, con camei dei comici Will Ferrell, Wanda Sykes e Andy Dick e parodia della serie di film di Matrix.
Il film contiene anche vasti riferimenti alle canzoni di Timberlake e alla sua permanenza nel gruppo dei NSYNC, oltre anche alla canzone ed hit incisa da Timberlake stesso Rock Your Body.